# Шаруа
Шаруа — соціальний прошарок залежних скотарів (кедей) і хліборобів (жатакі) в казахському феодальному суспільстві. Шаруа юридично не були закріпачені. Вони повинні були вносити продуктову ренту в різних формах і виконувати всілякі відпрацювання. При посиленні експлуатації між шаруа і феодалами виникали конфлікти, при яких шаруа відкочовували, гнали худобу, повставали і брали участь у збройних сутичках тощо.